# Steve Potts
Steven John Potts (Hartford, Connecticut, 7 de mayo de 1967) es un exfutbolista y entrenador británico nacido en Estados Unidos. Jugaba como defensa y es conocido por pasar casi toda su carrera en el West Ham United. También fue internacional once veces en las categorías juveniles de la Selección de Inglaterra.

## Carrera como futbolista
Potts empezó su carrera en el West Ham United como juvenil en 1983, debutando contra el Queens Park Rangers el 1 de enero de 1985. Conocido como Pottsy, jugó en el West Ham United durante los siguientes diecisiete años. Pese a jugar principalmente como lateral, Potts se convirtió en un jugador polivalente, jugando durante largos periodos de su carrera como central pese a su falta de altura y fuerza física. También jugó en ocasiones como centrocampista.
Potts fue capitán del West Ham United durante 3 temporadas (1993-96), y fue votado por la afición como Hammer del Año en 1993 y 1995, siendo finalista en 1992 y 1994. Durante su carrera disputó un total de 505 partidos en este club (lo que le valió para convertirse en el noveno jugador con más partidos jugados en la historia del club), marcando un único gol, en una victoria 7–1 contra el Hull City en 1990. Su último partido oficial con los hammers fue el 7 de marzo de 2001 contra el Chelsea, a pesar de que permaneció en el club hasta 2002. En 1997 el West Ham le organizó un partido homenaje. Este partido se jugó el 2 de agosto de 1997, ganando el West Ham 2-0 al QPR.
Potts se marchó al Dagenham & Redbridge el 13 de septiembre de 2002 y jugó allí durante una temporada antes de retirarse de fútbol.
En agosto de 2011 fue nombrado entrenador del West Ham United Sub-16. Potts ascendió en el escalafón, haciéndose cargo del West Ham United Sub-18 en diciembre de 2012, ganando 1-0 al Tottenham Hotspur en su debut. En enero de 2015, Potts fue nombrado entrenador del West Ham United Sub-21.

## Vida personal
En agosto de 2007, completó el examen de conducción de taxis y obtuvo una licencia para conducir un taxi Hackney.  En 2008 corrió la Maratón de Londres para ayudar a la ONG Children with Leukemia, recaudando £24.052,99 en el proceso.
Su hijo Daniel es un futbolista profesional  y actualmente juega en el Luton Town.

## Estadística de carrera
| Club                          | Temporada                     | Liga  | Liga  | FA Cup | FA Cup | Copa de la Liga | Copa de la Liga | Otros | Otros | Total | Total |
| Club                          | Temporada                     | Part. | Goles | Part.  | Goles  | Part.           | Goles           | Part. | Goles | Part. | Goles |
| ----------------------------- | ----------------------------- | ----- | ----- | ------ | ------ | --------------- | --------------- | ----- | ----- | ----- | ----- |
| West Ham United               | 1984–85                       | 1     | 0     | 0      | 0      | 0               | 0               | 0     | 0     | 1     | 0     |
| West Ham United               | 1985–86                       | 1     | 0     | 0      | 0      | 0               | 0               | 0     | 0     | 1     | 0     |
| West Ham United               | 1986–87                       | 8     | 0     | 0      | 0      | 0               | 0               | 0     | 0     | 8     | 0     |
| West Ham United               | 1987–88                       | 8     | 0     | 1      | 0      | 1               | 0               | 1     | 0     | 11    | 0     |
| West Ham United               | 1988–89                       | 28    | 0     | 7      | 0      | 6               | 0               | 2     | 0     | 43    | 0     |
| West Ham United               | 1989–90                       | 32    | 0     | 1      | 0      | 7               | 0               | 2     | 0     | 42    | 0     |
| West Ham United               | 1990–91                       | 37    | 1     | 7      | 0      | 2               | 0               | 1     | 0     | 47    | 1     |
| West Ham United               | 1991–92                       | 34    | 0     | 5      | 0      | 3               | 0               | 2     | 0     | 44    | 0     |
| West Ham United               | 1992–93                       | 46    | 0     | 2      | 0      | 2               | 0               | 6     | 0     | 56    | 0     |
| West Ham United               | 1993–94                       | 41    | 0     | 6      | 0      | 3               | 0               | 0     | 0     | 50    | 0     |
| West Ham United               | 1994–95                       | 42    | 0     | 2      | 0      | 4               | 0               | 0     | 0     | 48    | 0     |
| West Ham United               | 1995–96                       | 34    | 0     | 3      | 0      | 3               | 0               | 0     | 0     | 40    | 0     |
| West Ham United               | 1996–97                       | 20    | 0     | 1      | 0      | 1               | 0               | 0     | 0     | 22    | 0     |
| West Ham United               | 1997–98                       | 23    | 0     | 5      | 0      | 4               | 0               | 0     | 0     | 32    | 0     |
| West Ham United               | 1998–99                       | 19    | 0     | 1      | 0      | 2               | 0               | 0     | 0     | 22    | 0     |
| West Ham United               | 1999-00                       | 17    | 0     | 1      | 0      | 1               | 0               | 8     | 0     | 27    | 0     |
| West Ham United               | 2000–01                       | 8     | 0     | 0      | 0      | 3               | 0               | 0     | 0     | 11    | 0     |
| Total en West Ham United      | Total en West Ham United      | 399   | 1     | 42     | 0      | 42              | 0               | 22    | 0     | 505   | 1     |
| Dagenham & Redbridge          |                               |       |       |        |        |                 |                 |       |       |       |       |
| 2002–03                       | 21                            | 0     | 1     | 0      | 2      | 0               | 0               | 0     | 24    | 0     |       |
| Total en Dagenham & Redbridge | Total en Dagenham & Redbridge | 21    | 0     | 1      | 0      | 2               | 0               | 0     | 0     | 24    | 0     |
| Total de carrera              | Total de carrera              | 420   | 1     | 43     | 0      | 44              | 0               | 22    | 0     | 529   | 1     |

## Palmarés
West Ham
- UEFA Intertoto Cup: 1999[9]